# Hwang Jeong-eun
Hwang Jeong-eun (en hangeul : 황정은) est une romancière sud-coréenne née en 1976 à Séoul. 

## Biographie
Hwang Jeong-eun est née à Séoul en 1976. Elle fait ses débuts littéraires en 2005, avec son récit Mère publié dans le quotidien Kyunghyang Shinmun en 2005. Son récit suivant Piscine arc-en-ciel (Mujigae pul) place Hwang sur le devant de la scène littéraire avec son style poétique expérimental de rythme poétique et notamment avec sa répétition d'une syllabe coréenne « caca » qui évoque le mot d'enfant signifiant « gâteau ».  
Elle a commencé à écrire sur un ton tout à fait différent après la tragédie qui a eu lieu dans le quartier Yongsan, à Séoul, le 20 janvier 2009. Cette tragédie Yongsan a galvanisé tout un groupe de jeunes écrivains, de poètes et de critiques jusque-là inconnus du grand public mais connus dans le milieu littéraire pour leurs idées socialistes notamment : ils signent ensemble la « Déclaration des 69 artistes » dans le but de se mobiliser contre l'attitude cynique du gouvernement et pour favoriser la discussion littéraire sur les problèmes structurels de la société. La participation de Hwang à ce groupe a suscité chez elle un nouveau désir d'explorer la façon dont la société coréenne ignore la douleur et la souffrance de ses propres ressortissants.

## Œuvre
Le monde littéraire de Hwang Jeong-eun mêle fiction et réalité dans un style baroque. La littérature coréenne moderne est caractérisée par une rupture franche avec les traditions d'écriture pré-moderne du récit. Auparavant, le roman historique était quasiment la norme dans le monde littéraire, avec seulement une poignée d'œuvres exploitant toutes les libertés de la narration. Hwang Jeong-eun, cependant, ne cherche pas à reproduire les problèmes qu'elle voit dans la société coréenne, mais plutôt de les interroger par des jeux de mots ou par des allusions. Même quand elle écrit sur la pauvreté, l'isolement, la maladie ou la mort, les joies et les espoirs de la vie quotidienne sont toujours dépeints avec humour.  
Le travail de Hwang est marquée par un investissement remarquable dans la refonte constante de la langue. Elle mélange ainsi à loisir les signifiants et les signifiés pour créer son propre langage. Ainsi, dans Je vis avec un Gokdo (Naneun Gokdowa salgo-itda), un animal présumé être un chat est appelé un « Gokdo » indépendamment de sa vraie nature. Hwang se délecte à séparer le signe du référent dans ses histoires, tout en menant une réflexion sur la langue. 
Le premier roman de Hwang, Cent ombres (Baegui geurimja, 2010), est une réussite esthétique qui a su parfaitement capturer l'imaginaire politique et sociologique de la littérature moderne coréenne. Ce récit est l'histoire d'un marché de l'électronique plus ou moins décrépit qui est voué à la démolition montrant l'obsession du renouvellement et de la construction en Corée du Sud. Telle une observatrice attentive de la société qui célèbre le succès obtenu par la construction et le réaménagement, elle attire notre attention sur les petites choses qui disparaissent dans le décor culturel de Séoul et de la Corée. De cette façon, elle vise aussi à englober dans ses récits le sort des faibles et des démunis pris dans ce tourbillon du réaménagement.

## Ouvrages traduits en français
- 계속해보겠습니다 (2014) – Je vais ainsi, trad. Jeong Eun Jin et Jacques Batilliot, Zoe, 2021.
- 백의 그림자 (2010) – Cent ombres, trad. Guka Han et Samy Langeraert, Verdier, 2022 – Prix Daesan 2022 de la meilleure traduction.

## Récompenses
- Prix de littérature contemporaine (Hyundae Munhak) en 2014 pour 양의 미래.